# Euxoa andera
Euxoa andera là một loài bướm đêm trong họ Noctuidae.